# Багатослів'я
Багатослі́в'я або багатослі́вність— семантична (лексична) надлишковість, коли в контексті повторюються близькі за значенням слова, котрі достатньо замінити лише одним словом, щоб простіше висловити думку. Зазвичай люди користуються багатослів'ям, коли не вміють чи не хочуть лаконічно пояснити щось. Іншими словами, замість того, щоб коротко та стисло виразитися, автор намагається «наповнити свій текст розумними словами», хоча насправді таке «мовленнєве різноманіття» зовсім не покращує якості роботи. Це тільки виказує, що людині бракує знань, щоб виражати свої думки чітко. Найчастіше мовна надлишковість спостерігається в науковому стилі. Існують такі типи багатослів'я як кількаслів'я, навколослів'я, зайвослів'я та словоповтори (тавтології).

## Кількаслів'я
Кількаслів'я — уживання кількох слів замість одного, тобто коли щось можна пояснити одним точним словом, виражають за допомогою двох, трьох чи більше слів. Наприклад, «справляти позитивний вплив на ефективність» варто замінити на «поліпшувати», «негативно позначається» — на «перешкоджає», «посідати домінуючу позицію» — на «переважати», «складові, що перебувають у зв'язках між собою» — на «взаємопов'язані складові». Треба також уникати нагромадження слів у тексті, коли це можливо, тому використовувати одне слово, наприклад: замість «значна кількість» («чимало», «багато»), «у більшості випадків» («здебільшого», «переважно»), «у даному випадку» («тут»), «у найближчому майбутньому» («невдовзі», «незабаром»), «мешканці сільської місцевості» («селяни»), «науковий співробітник» («науковець») .

## Навколослів'я
Навколослів'я — уживання описових зворотів або визначень замість прямих назв, тобто предмет не називають прямо, навіть коли існує його точне означення. Іноді навколослів'я виправдане у випадку перифраз, наприклад, «Львів — український П'ємонт». Проте навколослів'я на відміну від перифраз не є стилістично виправданим, тому що штучно розтягує кількість тексту й ускладнює його розуміння: замість «поняття» вживають «концептуально оформлене уявлення», замість «визначення» — «дефінітивна окресленість понять», замість «настрою» — «внутрішній душевний стан». Отже, навколослів'я тільки заважає нормально сприймати текст та робить його незрозумілим.

## Зайвослів'я
Зайвослів'я, або марнослів'я — уживання непотрібних або необов'язкових слів, тобто коли використані слова не додають нового змісту до тексту (наприклад, «ефективність результатів проведеного анкетування», «розвиток галузі садівництва»). У зайвослів'я входять «універсальні» терміни, такі як «кількість», «питання», «проблема», «розвиток». Ці слова тільки штучно насичують текст науковістю, проте реального значення для змісту не мають. Також цей тип багатослів'я характеризують мовні штампи. Коли можна виразити думку одним словом, автори використовують канцелярські терміни («проведено роботу по створенню» замість «створили», «мали місце випадки поширення» замість «поширювалися»).